# Regionalwahl in Molise 2000
Die Regionalwahl in Molise 2000 fand am 16. April statt; der Regionalrat und der Präsident der Region Molise wurden gleichzeitig gewählt.

## Wahlergebnis
| Kandidaten                            | Kandidaten               | Stimmen | %    | Listen                              | Stimmen | %    | Mandate |
| ------------------------------------- | ------------------------ | ------- | ---- | ----------------------------------- | ------- | ---- | ------- |
|                                       | Giovanni Di Stasigewählt | 101.295 | 49,0 | Democratici di Sinistra             | 27.800  | 13,9 | 4       |
| I Democratici                         | Giovanni Di Stasigewählt | 101.295 | 49,0 | 22.328                              | 11,2    | 3    |         |
| Partito Popolare Italiano             | Giovanni Di Stasigewählt | 101.295 | 49,0 | 19.125                              | 9,6     | 2    |         |
| Unione Democratici per l’Europa       | Giovanni Di Stasigewählt | 101.295 | 49,0 | 7.960                               | 4,0     | 1    |         |
| Socialisti Democratici Italiani       | Giovanni Di Stasigewählt | 101.295 | 49,0 | 6.737                               | 3,4     | 1    |         |
| Partito della Rifondazione Comunista  | Giovanni Di Stasigewählt | 101.295 | 49,0 | 5.207                               | 2,6     | 1    |         |
| Partito dei Comunisti Italiani        | Giovanni Di Stasigewählt | 101.295 | 49,0 | 4.515                               | 2,3     | –    |         |
| Federazione dei Verdi                 | Giovanni Di Stasigewählt | 101.295 | 49,0 | 2.187                               | 1,1     | –    |         |
| Mandate der Listengruppe              | Giovanni Di Stasigewählt | 101.295 | 49,0 | –                                   | –       | 6    |         |
| ↳ Gesamt                              | Giovanni Di Stasigewählt | 101.295 | 49,0 | 95.859                              | 47,9    | 18   |         |
|                                       | Angelo Michele Iorio     | 100.365 | 48,6 | Forza Italia                        | 39.015  | 19,5 | 5       |
| Alleanza Nazionale                    | Angelo Michele Iorio     | 100.365 | 48,6 | 20.522                              | 10,2    | 2    |         |
| Centro Cristiano Democratico          | Angelo Michele Iorio     | 100.365 | 48,6 | 14.902                              | 7,4     | 2    |         |
| Cristiani Democratici Uniti           | Angelo Michele Iorio     | 100.365 | 48,6 | 13.461                              | 6,7     | 1    |         |
| Partito Socialista – Socialdemocrazia | Angelo Michele Iorio     | 100.365 | 48,6 | 6.108                               | 3,1     | 1    |         |
| Partito Popolare Progressista         | Angelo Michele Iorio     | 100.365 | 48,6 | 4.362                               | 2,2     | –    |         |
| Liberal Sgarbi – I Libertari          | Angelo Michele Iorio     | 100.365 | 48,6 | 2.484                               | 1,2     | –    |         |
| Nicht gewählte Direktkandidat         | Angelo Michele Iorio     | 100.365 | 48,6 | –                                   | –       | 1    |         |
| ↳ Gesamt                              | Angelo Michele Iorio     | 100.365 | 48,6 | 100.854                             | 50,4    | 12   |         |
|                                       | Saturnino Carrozzelli    | 2.797   | 1,4  | Fiamma Tricolore - Fronte Nazionale | 2.113   | 1,1  | –       |
|                                       | Donato De Renzis         | 2.191   | 1,1  | Lista Emma Bonino                   | 1.402   | 0,7  | –       |
| Gesamt                                | Gesamt                   | 206.648 | 100  |                                     | 200.228 | 100  | 30      |